# 775
El 775 (DCCLXXV) fou un any comú començat en diumenge del calendari julià.

## Esdeveniments
- Bagdad esdevé la ciutat més poblada del món
- Generalització del delme en terres gal·les

## Naixements
- Lleó V l'Armeni

## Necrològiques
- Constantí V, emperador romà d'Orient.